# Heinrich II. Zenger
Heinrich II. Zenger zu Altendorf war 1320 Richter zu Amberg und 1333 Pfleger zu Velburg. Er gehört zur Linie Wolfharts I. Zenger.

## Familie
Der Vater Heinrichs II. ist Wolfhart I. Zenger, seine Großeltern sind Conrad I. Zenger und Tuta von Schönstein.
Die Kinder Heinrichs II. waren
- Hans lebte um 1322. Er war verheiratet mit Anna von Fronhofen.
- Rüger wurde 1338 und 1356 schriftlich erwähnt. Er war Dienstmann der Stadt Regensburg.
- Wolfhart III. zu Nabburg wurde 1347, 1348, 1350 und 1352 schriftlich erwähnt. Er war Ritter und unter Ludwig IV. ein kaiserlich-markbrandenburgischer Küchenmeister. Seine erste Frau war Margaretha von Ramsberg, 1320 schriftlich erwähnt. Seine zweite Frau hieß Anna, 1340 schriftlich erwähnt.

Die Geschwister Heinrichs II. waren
- Dietrich zu Schwarzach wurde 1304 und 1311 schriftlich erwähnt.
- Marquart lebte um 1314. Er war Ritter. Seine Ehefrau hieß Petrissa und wurde 1335 schriftlich erwähnt.

## Stammsitz und Besitz
Heinrich II. wird mit dem Beinamen "zu Altendorf" und "von Nabburg" erwähnt, was bedeutet, dass er Besitz in Altendorf und Nabburg hatte.
Für seine Teilnahme an der Schlacht von Gammelsdorf 1313 auf Seiten des  Wittelsbacher Herzogs Ludwig IV. von Oberbayern erhielt Heinrich II. 1315 als Entschädigung für genommenen Schaden Besitz in Ezdorf. Als König Ludwig IV. 1320 zur Deckung seiner Schulden die Burg Murach für 200 Pfund Regensburger Pfennige verkaufte, war Heinrich II. unter den Käufern und erwarb einen Anteil an der Burg. Die Vogtei über einen Hof in Diendorf (damals: Tundorf) erhielt Heinrich II. 1320 für seine Verdienste bei der Belagerung Esslingens auf seiten König Ludwigs IV. gegen Friedrich den Schönen.